# دهستان ازان
دهستان ازان، یکی از دهستان‌های بخش مرکزی شهرستان میمه و وزوان در استان اصفهان ایران است. مرکز این دهستان، روستای ازان است.

## جمعیت
بر پایه سرشماری عمومی نفوس و مسکن در سال ۱۳۹۵، جمعیت دهستان ازان برابر با ۴٬۹۲۸ نفر بوده است.